# Juanca Pineda
Juan Carlos Pineda Torres (Azua, 12 de enero del 2000) es un futbolista dominicano que juega como delantero en el PFC Beroe Stara Zagora de la Primera Liga de Bulgaria.

## Selección nacional
Representó a República Dominicana en el Campeonato Sub-20 de la Concacaf de 2018. Debuta con la selección absoluta en enero del 2021 en un partido amistoso contra Serbia disputado en Santo Domingo.

## Clubes
Actualizado al último partido disputado el 26 de julio de 2025.
| Club                   | País     | Año       | Partidos | Goles |
| ---------------------- | -------- | --------- | -------- | ----- |
| CD Torrijos            | España   | 2019-2021 | 34       | 3     |
| CD Mirandés "B"        | España   | 2021      | 15       | 5     |
| Burgos CF Promesas     | España   | 2021-2022 | 32       | 0     |
| AD Unión Adarve        | España   | 2022-2023 | 31       | 3     |
| CD Guadalajara         | España   | 2023-2024 | 29       | 3     |
| PFC Beroe Stara Zagora | Bulgaria | 2024-     | 39       | 8     |